# Castillo de Reuland
El Castillo de Reuland (en alemán: Burg Reuland) es un castillo en el sureste de Bélgica, específicamente en Burg-Reuland , cerca de la frontera con Alemania, construido probablemente después de 1148 por los nobles von Reuland .
El castillo fue vendido en 1322 a Juan el Ciego, conde de Luxemburgo y rey de Bohemia. El 24 de mayo de 1384, el rey Wenceslao de Luxemburgo designó a Edmund von Engelsdorf el Secretario de Hacienda de Luxemburgo, y le donó el castillo y el dominio de Reuland (que comprende los pueblos Oberbesslang y Niederbesslang).